# Basantapur (Terhathum)
Basantapur (nepalski: बसन्तपुर) – gaun wikas samiti we wschodniej części Nepalu w strefie Kośi w dystrykcie Terhathum. Według nepalskiego spisu powszechnego z 2001 roku liczył on 904 gospodarstw domowych i 4791 mieszkańców (2457 kobiet i 2334 mężczyzn).